# Mustapha Bidoudane
Mustapha Bidoudane (ur. 18 czerwca 1976 w Rabacie) – piłkarz marokański grający na pozycji napastnika.

## Kariera klubowa
Karierę piłkarską Bidoudane rozpoczął w klubie FUS de Rabat. W 1995 roku zadebiutował w jego barwach w drugiej lidze marokańskiej. W 1998 roku awansował z FUS do pierwszej ligi. W 2000 roku odszedł do saudyjskiego Al-Shabab, a w 2001 roku zdobył z nim Puchar Zdobywców Superpuchar Azji. Latem 2001 Marokańczyk wrócił do FUS i grał w nim jeszcze przez rok.
W 2002 roku Bidoudane przeszedł do Rai Casablanca. W 2003 roku zdobył Puchar CAF, a w 2004 roku wywalczył swoje pierwsze w karierze mistrzostwo Maroka. Z kolei w 2005 roku zdobył Puchar Maroka. W drugiej połowie 2005 roku grał w rosyjskim FK Rostów, a na początku 2006 wrócił do Rai, z którą wygrał Arabską Ligę Mistrzów.
W 2007 roku Bidoudane odszedł z Rai do Club Africain Tunis. Po pół roku gry w tym klubie trafił do Wydadu Casablanca. W 2011 roku został zawodnikiem Kawkab Marrakesz. W sezonie 2012/2013 grał w IZ Khemisset.

## Kariera reprezentacyjna
W reprezentacji Maroka Bidoudane zadebiutował w 2000 roku. W 2004 roku był w kadrze Maroka na Puchar Narodów Afryki 2004, ale nie rozegrał na nim żadnego spotkania, a Maroko wywalczyło mistrzostwo kontynentu. W latach 2000–2003 rozegrał w kadrze narodowej 9 spotkań i strzelił 2 gole.